# Xorides abaddon
Xorides abaddon är en stekelart som först beskrevs av Morley 1913.  Xorides abaddon ingår i släktet Xorides och familjen brokparasitsteklar. Inga underarter finns listade i Catalogue of Life.